# Rethona strigosa
Rethona strigosa är en fjärilsart som beskrevs av Walker. Rethona strigosa ingår i släktet Rethona och familjen träfjärilar. Inga underarter finns listade i Catalogue of Life.